# Kormos íbisz
A kormos íbisz (Phimosus infuscatus) a madarak (Aves) osztályának a gödényalakúak (Pelecaniformes) rendjébe, ezen belül az íbiszfélék (Threskiornithidae) családjába és az íbiszformák (Threskiornithinae) alcsaládjába tartozó Phimosus madárnem egyetlen faja. Szavannák, nyílt térségek lakója.

## Előfordulása
Dél-Amerikában, Argentína, Bolívia, Brazília, Kolumbia,  Ecuador, Guyana, Paraguay, Suriname Uruguay és Venezuela területén honos.

## Alfajai
- Phimosus infuscatus infuscatus
- Phimosus infuscatus berlepschi
- Phimosus infuscatus nudifrons

## Megjelenése
Arca csupasz, tollazata fekete.